# Forêts de Zvërnec
 (avril 2020).
Les Forêts de Zvërnec (en albanais : Pyll i Zvërnecit), sont un ensemble de forêts situées dans la municipalité de Vlorë dans le sud-ouest  de l'Albanie. Elles sont reconnues comme zone protégée en 2002 et couvrent une superficie de sept hectares.